# Vanil de l'Ecri
Le Vanil de l'Ecri, ou Sur Combe, est un sommet des Préalpes suisses culminant à 2 376 mètres d'altitude. Il se situe à la frontière entre le canton de Vaud et celui de Fribourg et entre la pointe de Paray et le Vanil Noir.